# Rodrigama gamezi
Rodrigama gamezi är en stekelart som beskrevs av Ian D. Gauld 1991. Rodrigama gamezi ingår i släktet Rodrigama och familjen brokparasitsteklar. Inga underarter finns listade i Catalogue of Life.